# Rostislav Pohlmann
Rostislav Pohlmann (* 1. června 1964) je český fyzicky handicapovaný atlet a basketbalista na vozíku (paraplegik). Závodí v kategorii F57, dříve byl zařazen v kategorii F56.
Dětství prožil v Hrabišíně v okrese Šumperk. Ve dvaceti letech si zde přivodil úraz při sáňkování na zmrzlém sněhu, který se stal příčinou jeho trvalého zdravotního postižení. Žije v Litovli.
Sportu se věnuje od roku 1984. Jako basketbalista působí od sezóny 2000/2001 v profesionálním německém klubu RSC-Rollis Zwickau, se kterým získal v letech 2002 a 2009 dva mistrovské tituly. Je také dlouholetým kapitánem české vozíčkářské basketbalové reprezentace. Na mezinárodním poli dosáhl velkých úspěchů jako atlet. Věnuje se hodu diskem a oštěpem i vrhu koulí. účastnil se již letních paralympijských her 1996 v Atlantě, kde v oštěpu získal stříbrnou medaili, v kouli i disku byl čtvrtý. Na LPH 2000 v Sydney zopakoval umístění v oštěpu a disku, ve vrhu koulí skončil na páté příčce. O čtyři roky později na letní paralympiádě v Athénách zvítězil v disku a v oštěpu vybojoval bronz. V Pekingu 2008 získal v oštěpu i disku bronzové medaile, o čtyři roky později v Londýně získal stříbro v hodu diskem. Medaile přivezl i z evropských a světových šampionátů. Na mistrovství Evropy 2001 v Nottwilu vybojoval zlato v oštěpu a bronz v kouli, z mistrovství světa 2002 v Lille přijel se zlatou medailí z disku a se stříbrnou z oštěpu. Na ME 2003 v Assenu získal tři medaile: zlato v disku a oštěpu a stříbro ve vrhu koulí. Z evropského šampionátu 2005 v Espoo přivezl stříbrnou medaili z hodu oštěpem, z mistrovství světa 2006 v Assenu zlatou z oštěpu a stříbrnou z hodu diskem. Zúčastnil se i MS 2011 v Christchurchi, kde v disku skončil na čtvrtém místě a v oštěpu na šesté příčce.